# Bataille de Las Cahobas
Révolution haïtienne
Batailles
Insurrections (1791-1793)
- Bois-Caïman
- Croix-des-Bouquets
- Morne Pelé
- 1re La Tannerie
- Port-au-Prince
- Le Cap-français

Interventions espagnoles et britanniques (1793-1798)
- 2e La Tannerie
- Marmelade
- Saint-Michel-de-l'Attalaye
- Ennery
- 3e La Tannerie
- Fort-Dauphin
- 1re Tiburon
- L'Acul
- La Bombarde
- 2e Tiburon
- Les Gonaïves
- Port-Républicain
- 1re Dondon
- Massacre de Fort-Dauphin
- Saint-Marc
- Léogane
- Saint-Raphaël
- Trutier
- 3e Tiburon
- 1re Verrettes
- Grande-Rivière
- Mirebalais
- Las Cahobas
- 2e Verrettes
- Petite-Rivière
- 2e Dondon
- 1re Les Irois
- Jean-Rabel
- 2e Les Irois

Guerre des couteaux (1799-1800)
- Jacmel

Expédition de Saint-Domingue (1802-1803)
- La Ravine-à-Couleuvres
- Kellola
- Plaisance
- La Crête à Pierrot
- Noyades du Cap-Français
- Port-au-Prince
- Vertières
- Massacres de 1804 en Haïti

La bataille de Las Cahobas se déroula pendant l'expédition de Saint-Domingue au cours de la révolution haïtienne.

## La bataille
Début avril, la ville de Lascahobas, occupée par les Espagnols est prise d'assaut par les troupes républicaines françaises commandées par Toussaint Louverture, celui-ci fait le rapport suivant au gouverneur Lavaux le 6 avril :

« Pour satisfaire au désir que vous m'en manifestez, sur les circonstances qui ont accompagné et opéré la reddition de la belle et immense paroisse du Mirebalais à la République, vous saurez que, depuis plus de trois mois, je m'étais ménagé dans cette paroisse des relations secrètes.
A force de procurer aux habitants du Mirebalais l'occasion de pourparlers avec les citoyens de Verrettes et de la Petite Rivière, je suis parvenu à les rallier sous l'étendard national. J'ai, à mon grand contentement, réussi dans cette entreprise si épineuse sans répandre une seule goutte de sang. Les Mirebalaisiens, revenus entièrement de leurs anciennes erreurs, ont sommé les Espagnols d'évacuer leur paroisse, et une petite armée de 600 hommes, sous la conduite de Valleray et de Christophe Mornet, que j'avais postés exprès pour porter secours aux Mirebalaisiens en cas de résistance de la part des Espagnols, a pris possession de la ville et des forts, au nom de la République, sans éprouver le plus petit obstacle. Les Espagnols se sont retirés à Las Cahobas, place frontière...
Les montagnes fertiles des Grands-Bois et du Trou-d'Eau sont aussi soumises et rendues à la République sans effusion de sang. Je vais aller visiter le local, y assurer la tranquillité tant intérieure qu'extérieure, et les mettre en état de ne pas craindre les incursions de l'ennemi...
Il était important de reculer les limites espagnoles du côté du Mirebalais. Las Cahobas n'en est à une distance que de six lieues et le nombre de l'ennemi y avait déjà grossi de plus de quatre cents hommes de troupes de ligne.
Je devais naturellement appréhender des attaques de leur part de ce côté ; je devais aussi craindre que le reste du parti royaliste n'eût chercher à profiter de leur voisinage pour favoriser ces attaques.
Aussi me suis-je décidé à attaquer en personne la place de Las Cahobas. Elle a été emportée d'assaut, le pavillon tricolore y flotte majestueusement. Les Espagnols, que j'avais sommés de se rendre, s'y sont défendus très vigoureusement pendant cinq heures. Jamais affaire n'a été plus heureuse pour nous et plus meurtrière pour eux.
Nous avons fait cent cinquante prisonniers de divers régiments, parmi lesquels se trouvent seize officiers. Plus de cent hommes sont restés parmi les morts, dont sept officiers. »